# Teinobasis ranee
Teinobasis ranee är en trollsländeart som beskrevs av James George Needham och Gyger 1941. Teinobasis ranee ingår i släktet Teinobasis och familjen dammflicksländor. Inga underarter finns listade i Catalogue of Life.